# Parczew Kolejowa
Parczew Kolejowa – kolejowy przystanek osobowy w Parczewie, w powiecie parczewskim, w województwie lubelskim, położony w km 51,984 na linii kolejowej nr 30.

## Historia
Obiekt otwarto 30 września 2013 roku jako dodatkowy przystanek dla ruchu regionalnego prowadzonego przez przewoźnika PolRegio na trasie Parczew – Lublin. Ze względu na dogodniejszą lokalizację, niż obsługująca wcześniej cały ruch pasażerski stacja Parczew, przystanek przejął na siebie większość ruchu lokalnego.
Początkowo peron miał długość 50 m i był zabudowany z materiałów staroużytecznych. W ramach rewitalizacji odcinka Parczew – Lubartów dotychczasowy peron rozebrano, stawiając w jego miejsce nowy.
Otwarty ponownie do ruchu 12 grudnia 2021 roku przystanek zabudowano według standardu 100 m długości i 760 mm wysokości, oświetlono latarniami LED, w pełni dostosowano do potrzeb osób niepełnosprawnych, wyposażono w przeszkoloną wiatę, system informacji pasażerskiej, monitoring, ławki, śmietniki oraz gabloty z rozkładem jazdy. Przy wejściu na peron znajduje się 5 stojaków rowerowych.
Przystanek od 1 września 2020 roku do 12 grudnia 2021 roku ze względu na prowadzone prace budowlane był nieczynny. Od powstania w 2013 roku do 28 czerwca 2024 roku, kiedy przywrócono pociągi regionalne z Łukowa był początkowym przystankiem dla kursujących do Lublina szynobusów.
Będący w bezpośrednim sąsiedztwie przejazd kolejowo-drogowy kat. A sterowany jest z LCS w Lubartowie. Znajdujący się obok parking samochodowy przeznaczony jest na 18 pojazdów + 2 miejsca dedykowane dla niepełnosprawnych..
W pobliżu przystanku zlokalizowany jest maszt łączności kolejowej GSM-R.

## Ruch pasażerski
Przystanek znajduje się w odległości 1,5 km od centrum miasta.
Od grudnia 2024 roku codziennie zatrzymywało się tutaj 6 par pociągów regionalnych (5 w weekendy) zapewniających dojazd do Łukowa, Radzynia Podlaskiego oraz Lubartowa i Lublina.
Dobowa wymiana pasażerska oraz miejsce w rankingu ogólnopolskim:
| Rok  | Ilość pasażerów | Miejsce w Polsce |
| ---- | --------------- | ---------------- |
| 2017 | 100-149         | 899              |
| 2018 | 100-149         | 996              |
| 2019 | 100-149         | 1026             |
| 2020 | 50-99           | 1074             |
| 2021 | 50-99           | 1315             |
| 2022 | 100-149         | 1059             |
| 2023 | 150-199         | 1044             |